# De Grote Smurfin
De Grote Smurfin is het 29ste stripalbum uit de reeks De Smurfen. De Nederlandstalige versie verscheen bij Standaard Uitgeverij in 2009. Het scenario werd geschreven door Thierry Culliford en Alain Jost, Pascal Garray is de tekenaar.

## Het verhaal
De Smurfin is het beu dat andere Smurfen haar behandelen als een zwakke en domme vrouw. Grote Smurf geeft de Smurfin de kans om zich van een andere kant te laten zien: hij verlaat het dorp en geeft haar de verantwoordelijkheid over het dorp. De opdracht lijkt na wat tegenkanting te slagen, de Smurfin wordt zelfs uitgeroepen tot "Grote Smurfin" en krijgt gepaste rode kleren. Ze trekt die niet aan en stelt tevreden vast dat het plan gelukt is; ze besluit Grote Smurf terug te halen. Grote Smurf wil echter nog een nacht naar een staartster kijken, maar duikt ook de volgende dag niet op. Smurfin gaat op onderzoek en vindt sporen van Gargamel en Azraël. Ze snelt erheen.
Gargamel moet een examen afleggen om zijn status als tovenaar te kunnen behouden, maar kent echter niet genoeg van de leerstof. Hij eist van de gevangen Grote Smurf dat hij hem helpt, Smurfin schreeuwt impulsief door het raam dat hij er moet op ingaan zodat hij niet in Gargamels pot belandt. Het breekt haar zuur op: Gargamel merkt haar op en kan haar vangen. Hij belooft haar pas te laten gaan als Grote Smurf hem helpt. Die gaat op het voorstel in.
De examinatoren, twee tovenaars, zijn onder de indruk van Gargamels kennis, die echter van de Grote Smurf komt. Ze willen positief advies geven aan de Grote Meester, die uiteindelijk beslist. Ze stellen Gargamel voor om de Grote Smurf als cadeautje af te staan om de Grote Meester nog gunstiger te stemmen. Gargamel geeft de Smurfin mee en komt daar volgens zichzelf zijn belofte mee na: hij heeft haar laten gaan.
De Smurfin maakt de tovenaars onderweg wijs dat er in het bos een heks leeft. Die weten nergens van en willen de heks zoeken. De Smurfin leidt hen echter in drijfzand en kan zo ontsnappen. Ze keert terug naar het dorp en licht de andere Smurfen in. Onmiddellijk doen ze weer als tevoren: ze willen zichzelf bewijzen en zien de Smurfin als een hulpeloos wezen. Kwaad trekt ze de rode kleren aan en helpt de anderen eraan herinneren dat ze haar daarvoor hoger inschatten. Haar plan wordt uitgevoerd: zij lokt Gargamel buiten terwijl de anderen Azraël uitschakelen en Grote Smurf proberen te bevrijden. Smurfin wordt echter gevangengenomen. Zij heeft wel nog een laatste troef in handen: haar handtas met daarin een poederdoos met peper. Ze blaast wat peper in Gargamels ogen en hij laat haar los.
Terug in het dorp neemt Grote Smurf zijn taak weer op, de Smurfin de hare. En de Smurfen behandelen de Smurfin weer als voorheen: als de zwakke vrouw.